# 남주기 아까운 그녀
《남주기 아까운 그녀》(영어: Made of Honor)는 미국과 영국에서 제작된 폴 와일런드 감독의 2008년 로맨틱 코미디 영화이다. 패트릭 뎀프시, 미셸 모너핸, 케빈 매키드 등이 출연하였고, 닐 H. 모리츠 등이 제작에 참여하였다. 시드니 폴랙의 마지막 영화 출연작으로, 개봉 후 한 달도 채 되지 않은 시점에 사망하였다.
평단으로부터 대체로 좋지 않은 평가를 받았다.

## 줄거리
1998년 핼러윈 밤에 코넬 대학교 졸업반 톰은 빌 클린턴 가면을 쓰고 그날 데이트 상대인 모니카의 컴컴한 기숙사 방에 들어간다. 하지만 방에 있던 건 룸메이트인 기크 해나였고, 놀란 해나가 톰의 눈에 향수를 살포하면서 둘은 처음 안면을 튼다. 톰은 대화를 나누며 솔직한 해나를 단숨에 마음에 들어하고 두 사람은 친구가 된다.
10년 뒤 두 사람은 둘도 없는 절친으로 지내는 중이다. 커피 칼라("coffee collar")를 개발한 톰은 부자가 됐으며 매주 새 여자와 잠자리를 갖는다. 해나는 연애를 하지 않고 메트로폴리탄 미술관에서 일에 집중하고 있다.
그러나 해나가 스코틀랜드로 6주 출장을 간 사이 톰은 해나를 향한 자신의 마음을 깨닫는다. 톰은 해나가 돌아오면 고백하기로 결심하지만 해나는 그 사이 부유한 스코틀랜드 공작 콜린을 만나 약혼자로 데려온다. 해나는 톰에게 신부 들러리 대표(maid of honor)를 부탁하고, 톰은 해나와 시간을 보내며 결혼을 관두게 설득하려고 이를 승낙하는데...

## 출연진
- 패트릭 뎀프시 - 토머스 "톰" 베일리 주니어 역
- 미셸 모너핸 - 해나 역
- 케빈 매키드 - 콜린 맥머리 역
- 캐슬린 퀸런 - 조앤 역
- 시드니 폴랙 - 토머스 시니어 역
- 크리스 메시나 - 데니스 역
- 비지 필립스 - 멀리사 역: 해나의 사촌. 톰의 전 잠자리 상대. 신부 들러리.
- 제임스 B. 시킹 - 푸트 목사 역
- 휘트니 커밍스 - 스테퍼니 역
- 켈리 칼슨 - 크리스티 역
- 케빈 서스먼 - 꼭 끼는 반바지를 입은 남자 역
- 커딤 하디슨 - 필릭스 역
- 보 개릿 - 글로리아 역
- 리치먼드 아켓 - 게리 역
- 밸러리 에드먼드
- 오언 매카시
- 클라이브 러셀
- 메리 버드송
- 세라 라이트
- 제이미 레이 뉴먼
- 포브스 KB
- 론 도너키
- 카렌 베르

## 기타 제작진
- 배역: 저스틴 배들리, 킴 데이비스 와그너, 니나 골드
- 미술: 칼리나 이바노프
- 세트: 멀리사 러밴더, 존 부시
- 의상: 페니 로즈, 리베카 헤일

## 반응
평단으로부터 대체로 부정 평가를 받았으며, 《내 남자친구의 결혼식》(1997)의 성반전 영화로 불렸다. 로튼 토마토에서는 124편의 평론을 바탕으로 15%의 지지율을 보였다.